# Stazione di Villaspeciosa-Uta
La stazione di Villaspeciosa-Uta, già stazione di Uta, è una fermata ferroviaria posta lungo la ferrovia Decimomannu-Iglesias che serve i comuni di Uta e Villaspeciosa (nel cui territorio è compreso l'impianto).

## Storia
La storia di questa fermata ferroviaria ha inizio con la costruzione da parte della Compagnia Reale delle Ferrovie Sarde della ferrovia Decimomannu-Iglesias. L'apertura del primo tronco, avvenuta il 6 luglio 1872 e riguardante il collegamento tra la stazione di Decimomannu e quella di Siliqua, portò anche all'inaugurazione della fermata. Da segnalare che nei quadri orari di fine Ottocento la struttura all'epoca veniva identificata col solo nome dell'abitato di Uta, solo a metà degli anni sessanta la fermata prenderà la denominazione di Villaspeciosa-Uta, data l'ubicazione dello scalo nell'estremità sud-orientale del territorio comunale di Villaspeciosa, a pochi metri dal confine con quello di Uta.
Nel 1920 lo scalo passò dalle Ferrovie Reali alla gestione delle Ferrovie dello Stato, che in seguito nel 2001 ne hanno ceduto la titolarità alla controllata RFI. 
Immediatamente a est del fabbricato viaggiatori della stazione era presente in origine una strada costituente all'epoca l'ultima parte della via Stazione di Uta, terminante sulla strada provinciale 90 dopo aver varcato un passaggio a livello, in seguito sostituita da un cavalcaferrovia. Sempre nel corso degli anni la fermata ha visto il progressivo abbandono del piccolo fabbricato viaggiatori dello scalo, che è stato chiuso al pubblico.

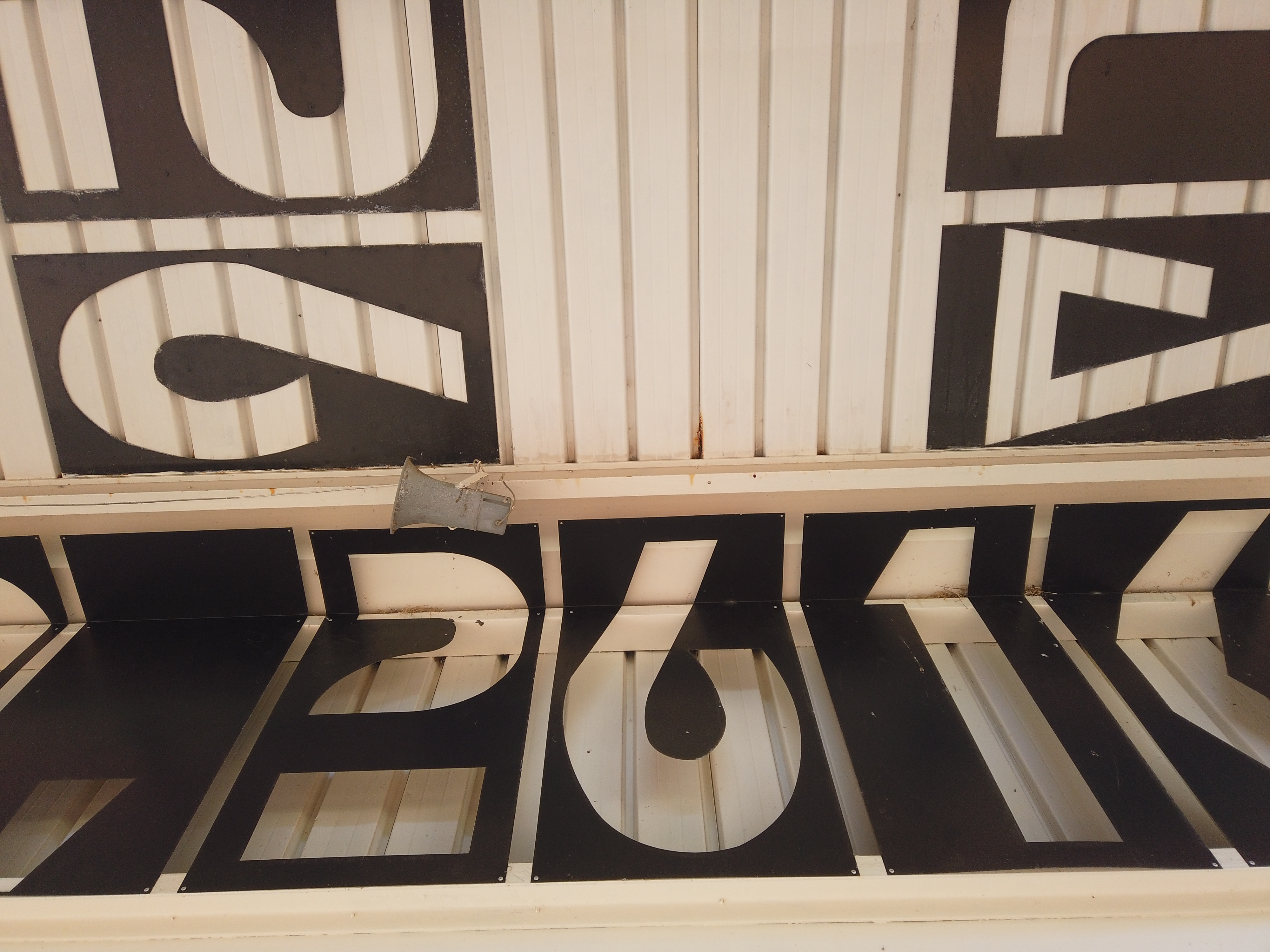
Dettaglio dei pannelli metallici affissi sulla pensilina della fermata negli anni duemila

Nella seconda metà degli anni duemila la fermata è stata sottoposta da parte di RFI a un importante intervento di restyling, che l'ha dotata di una particolare colorazione. Il fabbricato viaggiatori è stato infatti dipinto di bianco, e su di esso sono stati applicati dei grandi font stilizzati bianchi su sfondo nero, con scritte ispirate ai dati tecnici dello scalo (nome, altimetria, progressivo chilometrico, limiti di velocità per rango, etc). La stessa decorazione è stata eseguita anche sul marciapiede sul lato binario, sulla copertura interna della pensilina e sul fabbricato dei servizi igienici.

## Strutture e impianti
La fermata è realizzata lungo la ferrovia tra Iglesias e Decimomannu, dalla cui stazione è distante poco più di due chilometri. Dal punto di vista infrastrutturale la fermata è dotata del solo binario di corsa, attiguo al fabbricato viaggiatori.

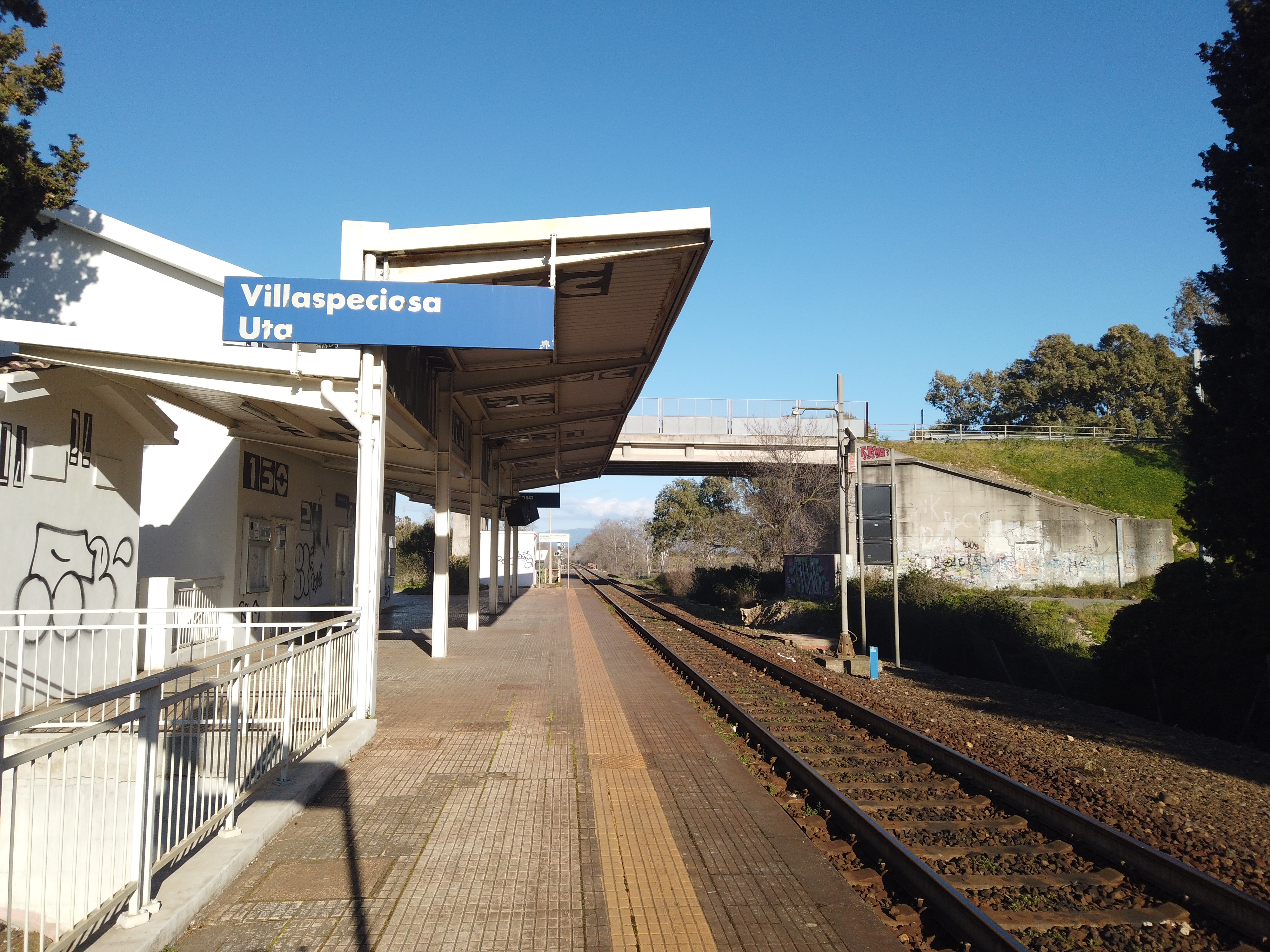
Vista della fermata in direzione Decimomannu

Quest'ultimo edificio si presenta come una costruzione in muratura a pianta rettangolare esteso su due piani, a 3 luci sui lati maggiori. L'edificio è chiuso al pubblico dagli anni duemila, così come il piccolo fabbricato dei servizi igienici, situato ad ovest dell'edificio principale.

## Movimento
La stazione è servita dai treni regionali di Trenitalia, aventi come destinazione i due capolinea sulcitani di Carbonia e Iglesias a ovest e la stazione di Cagliari a est.

## Servizi
Dalla fine degli anni dieci la fermata è dotata di una sola banchina, attigua al fabbricato viaggiatori; in precedenza una seconda piattaforma era presente sul lato opposto, in corrispondenza di un accesso alla struttura da Uta, poi murato. Una pensilina metallica con copertura in plastica sormonta inoltre la banchina del lato edifici. Dal punto di vista commerciale RFI classifica la fermata nella categoria bronze.
In passato l'impianto era dotato di una sala d'attesa e di servizi igienici, in seguito non più accessibili al pubblico.

## Interscambi

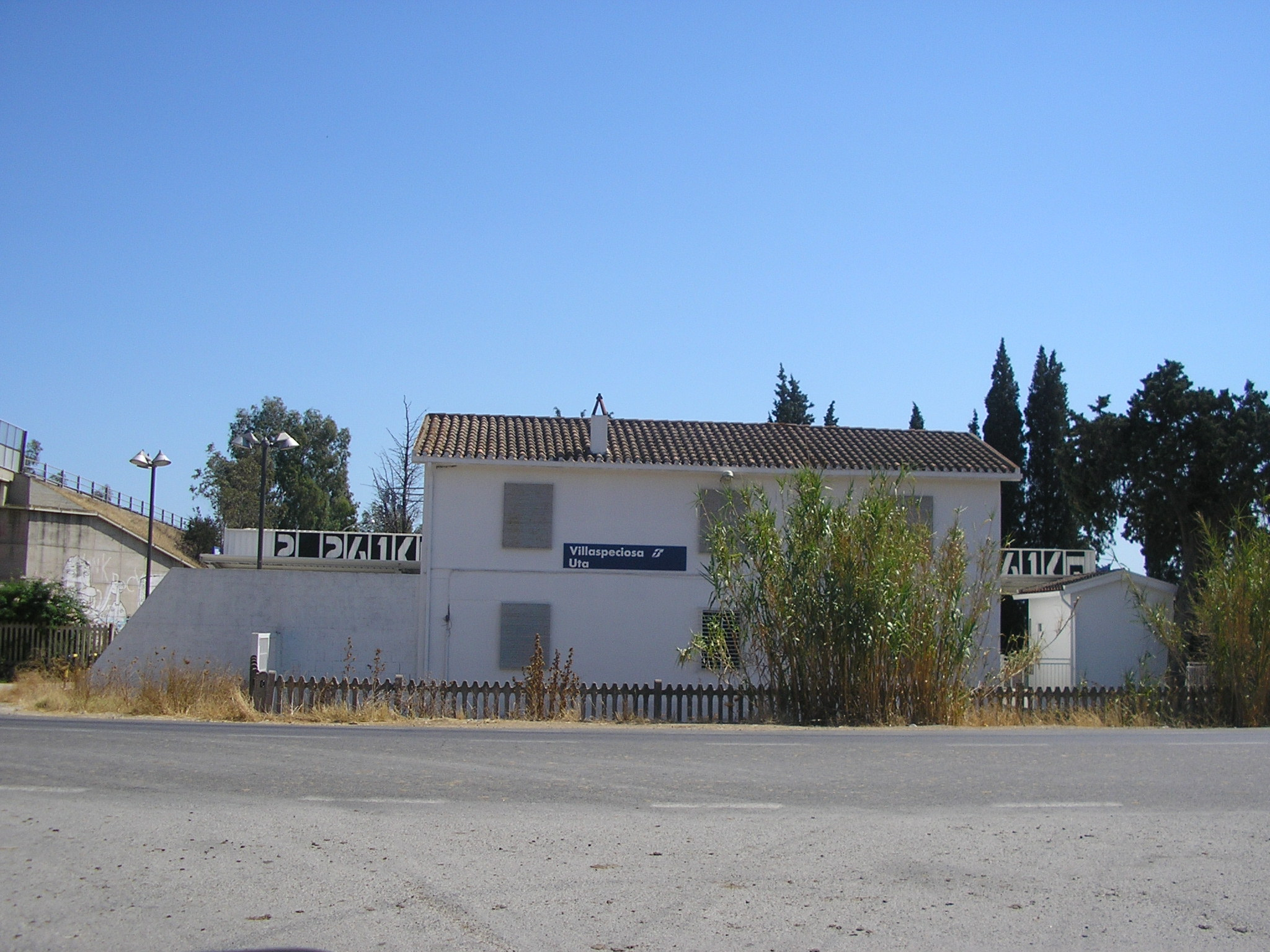
Il fabbricato viaggiatori della fermata visto dalla Strada Provinciale 90

Vicino al piazzale della stazione, lungo la strada provinciale 90, gli autobus dell'ARST effettuano una fermata per i loro servizi di autolinee extraurbane.
- Fermata autobus